# فيتول
فيتول جروب («مَجْمُوعَةُ فِيتُول»)هي شركة هولندية لتجارة الطاقة والسلع تأسست في روتردام عام 1966 .    على الرغم من أن التداول المادي واللوجستيات والتوزيع تقع في صميم العمل، إلا أن هذه العمليات تكملها عمليات التكرير والشحن والمطاريف والاستكشاف والإنتاج وتوليد الطاقة وشركات التعدين وتجارة التجزئة. تمتلك 40 مكتبًا حول العالم وأكبر عملياتها موجودة في جنيف وهيوستن ولندن وسنغافورة . مع إيرادات بلغت 152 مليار دولار في عام 2016 ، فهي أكبر تاجر طاقة مستقل في العالم، وستحتل المرتبة الثامنة في قائمة Fortune Global 500 .  لأنها لا تنشر أرباحها على نطاق واسع، مثلها مثل معظم منافسيها في تجارة السلع، فهي مستبعدة إلى حد كبير من التصنيفات. لكن الشركة تقدم المعلومات المالية للمقرضين وبعض مجموعات الطاقة التي تتاجر بها.  تشحن الشركة أكثر من 350 مليون طن من النفط الخام سنويًا وتتحكم في 250 ناقلة عملاقة وسفن أخرى لنقلها حول العالم. في المتوسط، تتعامل مع أكثر من 7 ملايين برميل يوميًا من النفط والمنتجات - أي ما يعادل تقريبًا الاستهلاك اليومي لليابان - ثالث أكبر مستهلك للنفط في العالم بعد الولايات المتحدة والصين .  
و هي شركة خاصة مملوكة بشكل كبير لنسبة من موظفيها، المعروفين بثقافتهم الخاصة والسرية، من كل من المنافسين وعامة الناس.  في مارس 2015 ، اقترحت فاينانشال تايمز أن يبدو أن شركة فيتول تقوم بتوزيع أرباح بقيمة 1.2 مليار دولار.   

## روابط خارجية
- الموقع الرسمي